# Fußballclub Carl Zeiss Jena 1996-1997
Questa voce raccoglie le informazioni riguardanti il Fußballclub Carl Zeiss Jena nelle competizioni ufficiali della stagione 1996-1997.

## Stagione
Nella stagione 1996-1997 il Carl Zeiss Jena, allenato da Eberhard Vogel e Frank Engel, concluse il campionato di 2. Bundesliga al 12º posto. In Coppa di Germania il Carl Zeiss Jena fu eliminato al primo turno dal Karlsruhe II.

## Rosa
| N. |                       | Ruolo | Calciatore        |
| -- | --------------------- | ----- | ----------------- |
|    | Germania (bandiera)   | P     | Mario Neumann     |
|    | Serbia (bandiera)     | P     | Aleksandar Šarić  |
|    | Germania (bandiera)   | P     | Jens Weißgärber   |
|    | Serbia (bandiera)     | D     | Aleksandar Janjić |
|    | Germania (bandiera)   | D     | Frank Nierlich    |
|    | Germania (bandiera)   | D     | Jens-Uwe Penzel   |
|    | Montenegro (bandiera) | D     | Dejan Raičković   |
|    | Germania (bandiera)   | D     | Carsten Sänger    |
|    | Germania (bandiera)   | D     | Matthias Wentzel  |
|    | Germania (bandiera)   | C     | Thoralf Bennert   |
|    | Germania (bandiera)   | C     | Heiko Cramer      |
|    | Germania (bandiera)   | C     | Frank Eschler     |
|    | Germania (bandiera)   | C     | Thomas Gerstner   |
|    | Germania (bandiera)   | C     | Christian Hauser  |

| N. |                                 | Ruolo | Calciatore       |
| -- | ------------------------------- | ----- | ---------------- |
|    | Germania (bandiera)             | C     | Olaf Holetschek  |
|    | Germania (bandiera)             | C     | Marco Kämpfe     |
|    | Germania (bandiera)             | C     | Jens König       |
|    | Bosnia ed Erzegovina (bandiera) | C     | Miloš Nedić      |
|    | Germania (bandiera)             | C     | Mario Röser      |
|    | Germania (bandiera)             | C     | Bernd Schneider  |
|    | Lituania (bandiera)             | C     | Gediminas Sugzda |
|    | Germania (bandiera)             | C     | Torsten Ziegner  |
|    | Germania (bandiera)             | A     | Mario Kanopa     |
|    | Germania (bandiera)             | A     | Thomas Nowacki   |
|    | Russia (bandiera)               | A     | Mikhail Rusayev  |
|    | Germania (bandiera)             | A     | Heiko Weber      |
|    | Germania (bandiera)             | A     | Mark Zimmermann  |

## Organigramma societario
Area tecnica
- Allenatore: Frank Engel
- Allenatore in seconda:
- Preparatore dei portieri:
- Preparatori atletici:

## Calciomercato

### Sessione estiva
| Acquisti | Acquisti         | Acquisti       | Acquisti |
| R.       | Nome             | da             | Modalità |
| -------- | ---------------- | -------------- | -------- |
| C        | Thomas Gerstner  | Saarbrücken    |          |
| D        | Frank Nierlich   | Sachsen Lipsia |          |
| A        | Mikhail Rusayev  | TeBe Berlino   |          |
| P        | Aleksandar Šarić | FK Belgrado    |          |

| Cessioni | Cessioni            | Cessioni            | Cessioni |
| R.       | Nome                | a                   | Modalità |
| -------- | ------------------- | ------------------- | -------- |
| D        | Danny Bach          | Plauen              |          |
| A        | René Deffke         | LR Ahlen            |          |
| P        | Robert Enke         | Borussia M'gladbach |          |
| C        | Dirk Hempel         | Erzgebirge Aue      |          |
| C        | Karsten Hutwelker   | Bochum              |          |
| C        | Mike Sadlo          | Erzgebirge Aue      |          |
| A        | Matthias Zimmerling | Energie Cottbus     |          |

### Sessione invernale
| Acquisti | Acquisti | Acquisti | Acquisti |
| R.       | Nome     | da       | Modalità |
| -------- | -------- | -------- | -------- |

| Cessioni | Cessioni | Cessioni | Cessioni |
| R.       | Nome     | a        | Modalità |
| -------- | -------- | -------- | -------- |

## Risultati

### 2. Bundesliga

#### Girone di andata
| Gütersloh 4 agosto 1996, ore 15:00 CEST 1ª giornata | Gütersloh | 0 – 0 referto | Carl Zeiss Jena | Heidewaldstadion (6 000 spett.)\| Arbitro: \| Berg \| |
| Arbitro:                                            | Berg      |               |                 |                                                       |

| Arbitro: | Wagner |

|                                                    |           |  |
| Holetschek 13’ Zimmermann 55’ Cramer 64’ Weber 86’ | Marcatori |  |

| Arbitro: | Pohlmann |

|                    |           |  |
| Wagner 2’ Koch 18’ | Marcatori |  |

| Arbitro: | Lange |

|                               |           |         |
| Weber 26’, 81’ Holetschek 43’ | Marcatori | 45’ Uwe |

| Arbitro: | Insam |

|               |           |  |
| Jurgeleit 71’ | Marcatori |  |

| Arbitro: | Wack |

|                        |           |           |
| Sänger 48’ Rusayev 55’ | Marcatori | 47’ Kunze |

| Arbitro: | Prengel |

|                                                        |           |  |
| Kobylański 16’ Reichel 52’ Köpper 79’ Gunnlaugsson 83’ | Marcatori |  |

| Arbitro: | Casper |

|                |           |          |
| Holetschek 79’ | Marcatori | 27’ Guht |

| Meppen 7 ottobre 1996, ore 19:30 CEST 9ª giornata | Meppen    | 0 – 0 referto | Carl Zeiss Jena | Emslandstadion (10 000 spett.)\| Arbitro: \| Werthmann \| |
| Arbitro:                                          | Werthmann |               |                 |                                                           |

| Arbitro: | Dörr |

|           |           |            |
| Weber 61’ | Marcatori | 12’ García |

| Arbitro: | Hauer |

|           |           |                                 |
| Kevric 5’ | Marcatori | 34’ Rusayev 82’ (aut.) Pfuderer |

| Arbitro: | Frey |

|           |           |             |
| Weber 30’ | Marcatori | 84’ Lottner |

| Arbitro: | Stark |

|                             |           |                        |
| Holetschek 43’ Nierlich 55’ | Marcatori | 8’ Panadić 20’ Nowotny |

| Arbitro: | Gettke |

|                                      |           |                         |
| Neustädter 8’ Grevelhörster 31’, 69’ | Marcatori | 72’ Rusayev 78’ Bennert |

| Arbitro: | Friedrichs |

|                                        |           |                                        |
| Schneider 24’ Weber 83’ Holetschek 89’ | Marcatori | 14’ Tyszkiewicz 37’ Spies 62’ Maucksch |

| Arbitro: | Buchhart |

|  |           |             |
|  | Marcatori | 78’ Rusayev |

| Jena 6 dicembre 1996, ore 19:00 CET 17ª giornata | Carl Zeiss Jena | 0 – 0 referto | VfB Lipsia | Ernst-Abbe-Sportfeld (6 098 spett.)\| Arbitro: \| Schütz \| |
| Arbitro:                                         | Schütz          |               |            |                                                             |

#### Girone di ritorno
| Arbitro: | Byernetzky |

|                          |           |                                                             |
| Weber 40’ Zimmermann 67’ | Marcatori | 2’ (aut.) König 7’ Konerding 22’, 64’ van der Ven 62’ Meyer |

| Arbitro: | Hauer |

|  |           |                     |
|  | Marcatori | 45’, 75’ Zimmermann |

| Arbitro: | Weiner |

|                               |           |                      |
| Zimmermann 71’ Holetschek 84’ | Marcatori | 57’ Rufer 73’ Wagner |

| Arbitro: | Casper |

|               |           |  |
| Elberfeld 22’ | Marcatori |  |

| Arbitro: | Wezel |

|           |           |               |
| Weber 61’ | Marcatori | 63’ Jurgeleit |

| Arbitro: | Zerr |

|          |           |  |
| Klee 87’ | Marcatori |  |

| Arbitro: | Hufgard |

|               |           |             |
| Raičković 90’ | Marcatori | 59’ Reichel |

| Arbitro: | Gettke |

|             |           |                |
| Gaudino 87’ | Marcatori | 62’ Zimmermann |

| Arbitro: | Friedrichs |

|                              |           |            |
| Helmer 52’ (aut.) Cramer 87’ | Marcatori | 67’ Thoben |

| Arbitro: | Prengel |

|                      |           |             |
| Reich 42’ Täuber 89’ | Marcatori | 48’ Rusayev |

| Jena 4 maggio 1997, ore 15:00 CEST 28ª giornata | Carl Zeiss Jena | 0 – 0 referto | Kickers Stoccarda | Ernst-Abbe-Sportfeld (5 881 spett.)\| Arbitro: \| Dörr \| |
| Arbitro:                                        | Dörr            |               |                   |                                                           |

| Arbitro: | Lange |

|                       |           |  |
| Krieg 52’ Brdarić 85’ | Marcatori |  |

| Arbitro: | Hilmes |

|                       |           |                     |
| Müller 9’ Straube 54’ | Marcatori | 14’, 22’ Zimmermann |

| Arbitro: | Fleischer |

|                       |           |             |
| König 26’ Rusayev 60’ | Marcatori | 37’ Ouakili |

| Arbitro: | Frey |

|                                                  |           |             |
| Spies 13’, 83’ Tyszkiewicz 54’ Hauser 90’ (aut.) | Marcatori | 49’ Bennert |

| Arbitro: | Kemmling |

|                             |           |           |
| Holetschek 39’ Nierlich 47’ | Marcatori | 29’ Kruse |

| Arbitro: | Weiner |

|                                 |           |                                |
| Edmond 30’ Kujat 85’ Pinder 86’ | Marcatori | 11’ Kanopa 23’, 54’ Zimmermann |

### Coppa di Germania
| Arbitro: | Frey |

|                         |           |  |
| Kolinger 44’ Hörner 65’ | Marcatori |  |

## Statistiche

### Statistiche di squadra
| Competizione      | Punti | In casa | In casa | In casa | In casa | In casa | In casa | In trasferta | In trasferta | In trasferta | In trasferta | In trasferta | In trasferta | Totale | Totale | Totale | Totale | Totale | Totale | DR |
| Competizione      | Punti | G       | V       | N       | P       | Gf      | Gs      | G            | V            | N            | P            | Gf           | Gs           | G      | V      | N      | P      | Gf     | Gs     | DR |
| ----------------- | ----- | ------- | ------- | ------- | ------- | ------- | ------- | ------------ | ------------ | ------------ | ------------ | ------------ | ------------ | ------ | ------ | ------ | ------ | ------ | ------ | -- |
| 2. Bundesliga     | 42    | 17      | 6       | 10      | 1       | 29      | 22      | 17           | 3            | 5            | 9            | 15           | 27           | 34     | 9      | 15     | 10     | 44     | 49     | -5 |
| Coppa di Germania | -     | 0       | 0       | 0       | 0       | 0       | 0       | 1            | 0            | 0            | 1            | 0            | 2            | 1      | 0      | 0      | 1      | 0      | 2      | -2 |
| Totale            | 42    | 17      | 6       | 10      | 1       | 29      | 22      | 18           | 3            | 5            | 10           | 15           | 29           | 35     | 9      | 15     | 11     | 44     | 51     | -7 |

### Andamento in campionato
| Giornata  | 1  | 2 | 3 | 4 | 5 | 6 | 7 | 8  | 9 | 10 | 11 | 12 | 13 | 14 | 15 | 16 | 17 | 18 | 19 | 20 | 21 | 22 | 23 | 24 | 25 | 26 | 27 | 28 | 29 | 30 | 31 | 32 | 33 | 34 |
| --------- | -- | - | - | - | - | - | - | -- | - | -- | -- | -- | -- | -- | -- | -- | -- | -- | -- | -- | -- | -- | -- | -- | -- | -- | -- | -- | -- | -- | -- | -- | -- | -- |
| Luogo     | T  | C | T | C | T | C | T | C  | T | C  | T  | C  | C  | T  | C  | T  | C  | C  | T  | C  | T  | C  | T  | C  | T  | C  | T  | C  | T  | T  | C  | T  | C  | T  |
| Risultato | N  | V | P | V | P | V | P | N  | N | N  | V  | N  | N  | P  | N  | V  | N  | P  | V  | N  | P  | N  | P  | N  | N  | V  | P  | N  | P  | N  | V  | P  | V  | N  |
| Posizione | 10 | 1 | 6 | 3 | 7 | 5 | 8 | 10 | 9 | 9  | 8  | 9  | 10 | 11 | 12 | 9  | 10 | 12 | 9  | 10 | 10 | 11 | 12 | 13 | 13 | 11 | 12 | 13 | 13 | 13 | 12 | 14 | 12 | 12 |

Legenda:

Luogo: C = Casa; T = Trasferta. Risultato: V = Vittoria; N = Pareggio; P = Sconfitta.

### Statistiche dei giocatori
| Giocatore     | 2. Bundesliga | 2. Bundesliga | 2. Bundesliga | 2. Bundesliga | Coppa di Germania | Coppa di Germania | Coppa di Germania | Coppa di Germania | Totale   | Totale | Totale      | Totale     |
| Giocatore     | Presenze      | Reti          | Ammonizioni   | Espulsioni    | Presenze          | Reti              | Ammonizioni       | Espulsioni        | Presenze | Reti   | Ammonizioni | Espulsioni |
| ------------- | ------------- | ------------- | ------------- | ------------- | ----------------- | ----------------- | ----------------- | ----------------- | -------- | ------ | ----------- | ---------- |
| T. Bennert    | 24            | 2             | 3             | 0             | 1                 | 0                 | 0                 | 0                 | 25       | 2      | 3           | 0          |
| H. Cramer     | 29            | 2             | 5             | 0             | 1                 | 0                 | 0                 | 0                 | 30       | 2      | 5           | 0          |
| F. Eschler    | 0             | 0             | 0             | 0             | 0                 | 0                 | 0                 | 0                 | 0        | 0      | 0           | 0          |
| T. Gerstner   | 25            | 0             | 6             | 0             | 1                 | 0                 | 0                 | 0                 | 26       | 0      | 6           | 0          |
| C. Hauser     | 7             | 0             | 2             | 0             | 0                 | 0                 | 0                 | 0                 | 7        | 0      | 2           | 0          |
| O. Holetschek | 32            | 7             | 10            | 0             | 1                 | 0                 | 0                 | 0                 | 33       | 7      | 10          | 0          |
| A. Janjić     | 8             | 0             | 0             | 0             | 0                 | 0                 | 0                 | 0                 | 8        | 0      | 0           | 0          |
| M. Kanopa     | 1             | 1             | 0             | 0             | 0                 | 0                 | 0                 | 0                 | 1        | 1      | 0           | 0          |
| M. Kämpfe     | 1             | 0             | 0             | 0             | 0                 | 0                 | 0                 | 0                 | 1        | 0      | 0           | 0          |
| J. König      | 25            | 1             | 2             | 1             | 1                 | 0                 | 0                 | 1                 | 26       | 1      | 2           | 2          |
| M. Nedić      | 25            | 0             | 7             | 1             | 1                 | 0                 | 1                 | 0                 | 26       | 0      | 8           | 1          |
| M. Neumann    | 21            | 0             | 1             | 1             | 1                 | 0                 | 1                 | 0                 | 22       | 0      | 2           | 1          |
| F. Nierlich   | 30            | 2             | 11            | 0             | 1                 | 0                 | 0                 | 0                 | 31       | 2      | 11          | 0          |
| T. Nowacki    | 0             | 0             | 0             | 0             | 0                 | 0                 | 0                 | 0                 | 0        | 0      | 0           | 0          |
| J. Penzel     | 5             | 0             | 0             | 0             | 0                 | 0                 | 0                 | 0                 | 5        | 0      | 0           | 0          |
| D. Raičković  | 28            | 1             | 5             | 1             | 1                 | 0                 | 0                 | 0                 | 29       | 1      | 5           | 1          |
| M. Rusayev    | 29            | 6             | 6             | 1             | 1                 | 0                 | 0                 | 0                 | 30       | 6      | 6           | 1          |
| M. Röser      | 15            | 0             | 2             | 1             | 0                 | 0                 | 0                 | 0                 | 15       | 0      | 2           | 1          |
| B. Schneider  | 31            | 1             | 4             | 1             | 0                 | 0                 | 0                 | 0                 | 31       | 1      | 4           | 1          |
| G. Sugzda     | 0             | 0             | 0             | 0             | 0                 | 0                 | 0                 | 0                 | 0        | 0      | 0           | 0          |
| C. Sänger     | 32            | 1             | 3             | 0             | 1                 | 0                 | 0                 | 0                 | 33       | 1      | 3           | 0          |
| H. Weber      | 28            | 8             | 3             | 0             | 1                 | 0                 | 0                 | 0                 | 29       | 8      | 3           | 0          |
| J. Weißgärber | 0             | 0             | 0             | 0             | 0                 | 0                 | 0                 | 0                 | 0        | 0      | 0           | 0          |
| M. Wentzel    | 26            | 0             | 5             | 1             | 1                 | 0                 | 1                 | 0                 | 27       | 0      | 6           | 1          |
| T. Ziegner    | 2             | 0             | 0             | 0             | 0                 | 0                 | 0                 | 0                 | 2        | 0      | 0           | 0          |
| M. Zimmermann | 23            | 10            | 2             | 0             | 1                 | 0                 | 0                 | 0                 | 24       | 10     | 2           | 0          |
| A. Šarić      | 14            | 0             | 0             | 0             | 0                 | 0                 | 0                 | 0                 | 14       | 0      | 0           | 0          |